# Santiso (Antas de Ulla)
Santiso (llamada oficialmente Santalla de Santiso) es una parroquia y una aldea española del municipio de Antas de Ulla, en la provincia de Lugo, Galicia.

## Otro nombre
La parroquia también es conocida como Santabaia de Santiso.

## Organización territorial
La parroquia está formada por una entidad de población:
- Santiso

## Demografía
| Gráfica de evolución demográfica de Santiso entre 2000 y 2019 |
|                                                               |
| Datos según el nomenclátor publicado por el INE.              |